# Araneus quirapan
Araneus quirapan là một loài nhện trong họ Araneidae.
Loài này thuộc chi Araneus. Araneus quirapan được Herbert Walter Levi miêu tả năm 1991.